# Quediocafus
Quediocafus is een geslacht van kevers uit de familie van de kortschildkevers (Staphylinidae).

## Soorten
- Quediocafus hudsoni Cameron, 1945
- Quediocafus insolitus (Sharp, 1886)
- Quediocafus taieriensis (Broun, 1894)